# NASDAQ
NASDAQ Stock Market ou simplesmente NASDAQ (acrônimo de National Association of Securities Dealers Automated Quotations; em português, "Associação Nacional de Corretores de Títulos de Cotações Automáticas") é um mercado de ações automatizado norte-americano onde estão listadas mais de 2 800 ações de diferentes empresas, em sua maioria de pequena e média capitalização. É o segundo maior mercado de ações em capitalização de mercado do mundo, depois da Bolsa de Nova York. A plataforma de operações é de propriedade do NASDAQ OMX Group, que também é o proprietário da rede de mercados de ações OMX.
O NASDAQ caracteriza-se por reunir empresas de alta tecnologia em eletrônica, informática, telecomunicações, biotecnologia, e outras áreas similares e afins.

## Origem do nome
O nome NASDAQ refere-se originalmente ao National Association of Securities Dealers Automated Quotation System (Sistema de Cotação Automatizada da Associação Nacional de Corretores de Títulos).
National Association of Securities Dealers (NASD) é o antigo nome do Financial Industry Regulatory Authority, Inc. (FINRA), entidade privada que atua na autorregulamentação do mercado de títulos nos Estados Unidos. Tem sua origem na petição do Congresso dos Estados Unidos à comissão que regula a bolsa (Securities and Exchange Commission - SEC) de que realizara um estudo sobre a segurança dos mercados. A elaboração desse relatório detectou que os mercados não regulados eram pouco transparentes. A SEC propôs sua automação e então surgiu o Nasdaq, cuja primeira sessão foi em 8 de fevereiro de 1971. O processo de abertura de capital na Nasdaq é bem mais simples e barato que na NYSE, razão pela qual empresas não muito grandes fazem seu lançamento inicial de ações (IPO - Initial Public Offering) na NASDAQ.
Entre 1997 e 2000, impulsionou 1 649 empresas públicas e no processo gerou 316,5 bilhões de dólares. Depois de uma profunda reestruturação em 2000, Nasdaq converteu-se numa empresa com fins de lucro e totalmente regida por acionistas, com ações de sua emissão negociadas em sua própria bolsa.
Hoje em dia, continua incrementando sua capacidade no volume de transações, sendo capaz de transacionar 6 bilhões de ações num dia. Em número de ações transacionadas e em número de negócios é atualmente a maior bolsa de valores do planeta. A sede do NASDAQ está alojada no edifício de Times Square número 4, em Nova Iorque e converteu-se curiosamente numa atração turística para os visitantes que vão à cidade.

## Índices NASDAQ
Além das ações de empresas de alta tecnologia, há também outras companhias listadas na NASDAQ, portanto, surgiu um sistema de índices, cada um dos quais reflete a situação no setor correspondente da economia. Agora existem treze desses índices, que são baseados em cotações de títulos negociados no sistema eletrônico NASDAQ.

### Nasdaq Composite
O índice Nasdaq Composite inclui ações de todas as empresas listadas na bolsa de valores NASDAQ (mais de 5 000 no total). O valor de mercado é calculado da seguinte forma: o número total de ações da empresa é multiplicado pelo valor de mercado atual de uma ação.

### Nasdaq-100
O Nasdaq-100 inclui as 100 maiores empresas por capitalização, cujas ações são negociadas na bolsa de valores NASDAQ. O índice não inclui empresas do setor financeiro. Em 2021, 57% do Nasdaq-100 são empresas de tecnologia. Na bolsa de valores Nasdaq, o fundo QQQ acompanha a dinâmica do Nasdaq-100 com alta precisão.

### Outros índices NASDAQ
- NASDAQ Bank Index — para empresas do setor bancário
- NASDAQ Biotechnology Index — para empresas médicas e farmacêuticas
- Nasdaq Computer Index — para empresas que desenvolvem software e hardware para computadores
- Nasdaq Financial Index — para empresas do setor financeiro, exceto bancos e seguradoras
- Nasdaq Industrial Index — para empresas industriais
- Nasdaq Insurance Index — seguradoras
- Nasdaq Telecommunications Index — para empresas de telecomunicações.